# Girolamo da Treviso il Vecchio
Girolamo da Treviso, detto il Vecchio (Treviso, 1451 – Treviso, 1497), è stato un pittore italiano.

## Biografia

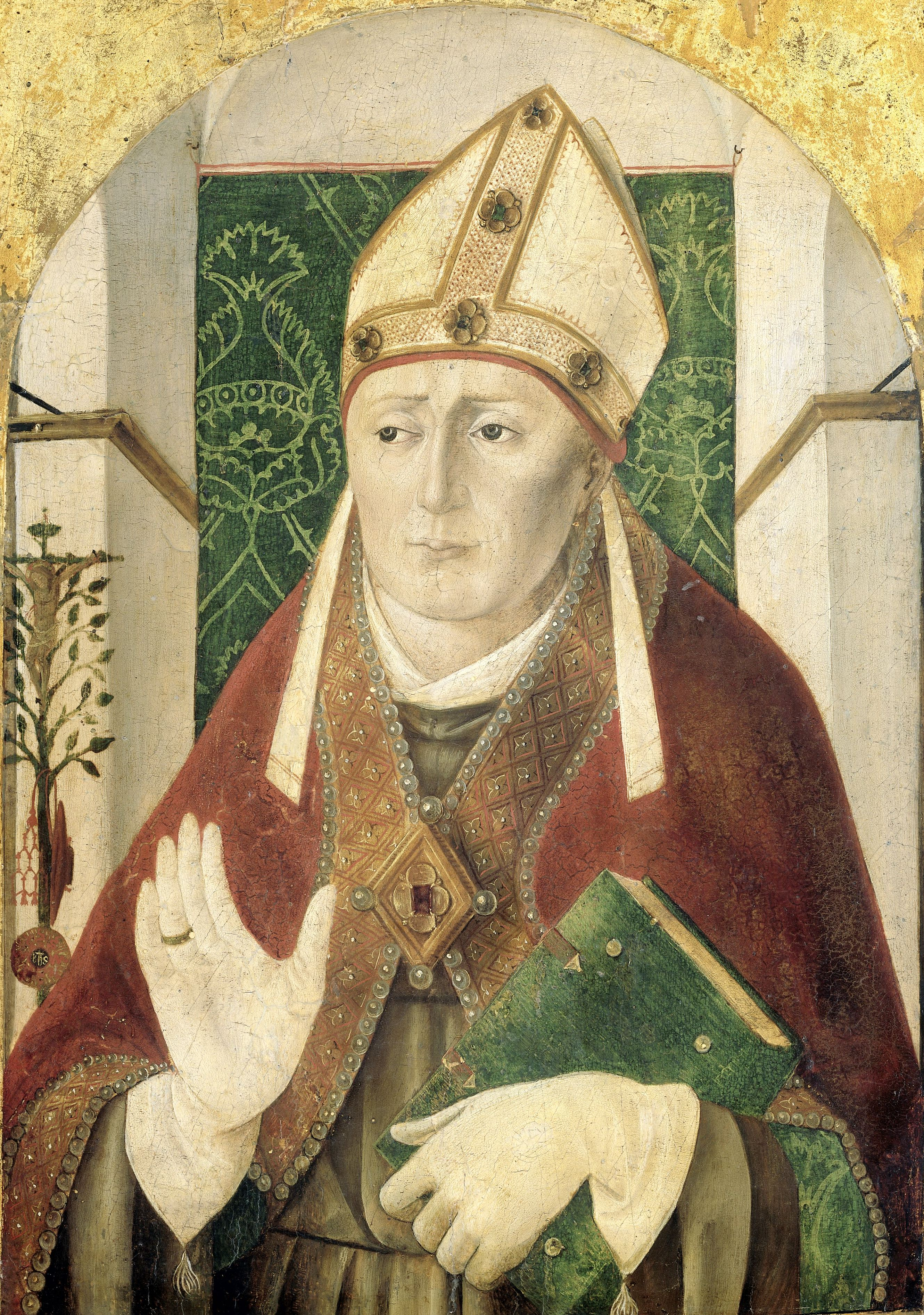
San Bonaventura (attribuito), 1490, Rijksmuseum

Personalità provinciale rispetto all'ambito della pittura più rilevante espressa da Andrea Mantegna, Jacopo Bellini e Antonello da Messina, evidenziò caratteristiche indipendenti e originali.
Attorno alla sua figura e alla sua persona permangono ancora oggi alcuni dubbi e incertezze, poiché gli storici dell'arte propongono almeno tre ipotesi riguardanti la sua vita e la sua carriera. 
La prima risale a ricerche e indagini effettuate a fine Ottocento da Gerolamo Biscaro e ripresa qualche decennio più tardi da Emma Zocca, e identifica tutte le opere firmate "Hieronimus Tarvisio" con Girolamo Pennacchi, fratello di Pier Maria Pennacchi.Questa supposizione è suffragata dalle note presenti nel testamento di Girolamo Pennacchi, coincidenti con quelle scritte sul retro del San Girolamo nel deserto (1475) firmato "Hieronimus Tarvisio", oltreché per alcune caratteristiche stilistiche dell'opera derivanti da Alvise Vivarini, collaboratore di Girolamo Pennacchi.
Nel corso del Novecento però i critici d'arte hanno sempre più ritenuto credibile l'identificazione di Girolamo da Treviso con Girolamo Strazzaroli, fratello del poeta Alvise, noto con il nome d'arte di Ludovico Pontico.
Le prove che avvalorano questa scelta si basano sui documenti riguardanti il pagamento dall'opera San Martino e il povero  firmata "Hieronimus Tarvisio" e realizzata per la parrocchiale, ritirato dallo Strazzaroli, oltreché per l'assegnazione allo stesso Strazzaroli di alcuni lavori firmati "Hieronimus Tarvisio", quali una Madonna col Bambino e i Santi datati 1470, anno in cui Girolamo Pennacchi era troppo giovane per averli potuto realizzare.
La terza supposizione, la meno attendibile tra tutte, prevede la presenza di due pittori e di due persone, in quanto valutando l'insieme delle opere firmate "Hieronimus Tarvisio" emergono due precise e distinte tendenze stilistiche, una mantegnesca e l'altra vivariniana. Però i critici d'arte hanno riscontrato anche molti elementi in comune nelle opere attribuite a "Hieronimus Tarvisio" e appare improbabile che due artisti contemporanei e concittadini si firmassero con lo stesso nome.
Se in una prima fase artistica Girolamo da Treviso il Vecchio palesò influenze venete e padovane, come nel San Girolamo realizzato nel convento degli Eremitani a Padova (1470), nella Pietà dell'Accademia Tadini di Lovere e nel Dormitio Virginis, in un successivo periodo, nelle sue opere, presero il sopravvento i gusti e gli stili veneziani e muranesi, come nella Madonna nel fiore (1487) del duomo di Treviso, nella pregevole Madonna al Portland Art Museum e nella Sacra conversione (1494) alle Gallerie dell'Accademia di Venezia, più ricettive agli insegnamenti belliniani e antonelleschi sui progetti e disegni spaziali e volumetrici, chiariti e decisi con modalità espressive originali, di incisiva purezza e nitidezza formale  e con colori tendenti al chiaro.
Un lavoro assolutamente diverso, sia per le forme sia per lo stile, fu la Trasfigurazione (1490), influenzato parzialmente da Girolamo da Cremona e frutto di una perfetta sintesi della lezione padovana e di quella veneziana.
Nel 1496 Girolamo da Treviso il Vecchio ultimò la pala con san Martino della parrocchiale di Paese.
Girolamo da Treviso il Vecchio ebbe un peso importante nella formazione artistica di  Pier Maria Pennacchi, di Vincenzo delle Destre e di molti artisti contemporanei friulani.